# SUN ONE Webtop
SUN ONE Webtop war eine Online-Office von StarOffice. Es stellte die Komponenten für Textverarbeitung, Tabellenkalkulation und Präsentation mit Hilfe eines Webbrowsers auf einem beliebigen Client dar. Die Komponenten entsprachen der StarOffice-Version 5.2.
Man konnte bereits mit einer Modemverbindung mit SUN ONE Webtop arbeiten. Dies konnte man eine Zeit lang kostenlos bei Mobilcom ausprobieren, die eine komplette Office-Lösung als Dienst unter dem Namen mDesk auf Basis des SUN ONE Webtops für Firmenkunden bereitstellen wollten.
SUN ONE Webtop wurde noch vor Veröffentlichung der Version 1.0 eingestellt.